# Алгоритм исчисления порядка
Алгоритм исчисления порядка (index-calculus algorithm) — вероятностный алгоритм вычисления дискретного логарифма в кольце вычетов по модулю простого числа. На сложности нахождения дискретного логарифма основано множество алгоритмов связанных с криптографией. Так как для решения данной задачи с использованием больших чисел требуется большое количество ресурсов, предоставить которые не может ни один современный компьютер. Примером такого алгоритма является ГОСТ Р 34.10-2012.

## История
Маурис Крайчик первым предложил основную идею данного алгоритма в своей книге «Théorie des Nombres» в 1922 году. После 1976 года задача дискретного логарифмирования становится важной для математики и криптоанализа. Это связано с созданием криптосистемы Диффи-Хелмана. В связи с этим в 1977 году Р.Меркле возобновил обсуждения данного алгоритма. Спустя два года он был впервые опубликован коллегами Меркеля. Наконец в 1979 году Адлерман оптимизировал его, исследовал трудоемкость и представил его в форме, которую мы знаем сейчас. В настоящее время алгоритм исчисления порядка и его улучшенные варианты дают наиболее быстрый способ вычисления дискретных логарифмов в некоторых конечных группах.

## Постановка задачи дискретного логарифмирования
Для заданного простого числа {\displaystyle p} и двух целых чисел {\displaystyle g} и {\displaystyle c} требуется найти целое число {\displaystyle x}, удовлетворяющее сравнению:
| {\displaystyle g^{x}\equiv c\;{\pmod {p}},} |

где {\displaystyle c} является элементом циклической группы {\displaystyle G}, порожденной элементом {\displaystyle g}.

## Алгоритм
Вход: g — генератор циклической группы порядка n, a — из циклической подгруппы, p — простое число, c — параметр надёжности, обычно берут равным 10 или близкое к этому значению число (используется для реализации алгоритма на компьютере, если решает человек, то его не задают).
Задача: найти x такое, что {\displaystyle g^{x}\equiv c}.
1. Выбираем факторную базу S = {p1, p2, p3, …, pt} (Если G = Z*p, то база состоит из t первых простых чисел).
2. Возводим g в случайную степень k, где k такое, что {\displaystyle 0\leqslant k<n}. Получаем {\displaystyle g^{k}}.
3. Представляем gk следующим образом:
{\displaystyle g^{k}=\prod _{i=1}^{t}p_{i}^{a_{i}},}
где {\displaystyle a_{i}\geqslant 0} (то есть пытаемся разложить его по факторной базе). Если не получается, то возвращаемся ко 2-му пункту.
4. Из пункта 3 следует выражение
{\displaystyle k\equiv \sum _{i=1}^{t}a_{i}\log _{g}p_{i}\mod n,}
полученное путём логарифмирования (берётся сравнение по модулю порядка группы, так как мы работаем с показателем степени, а {\displaystyle g^{n}\equiv 1} в группе G). В этом выражении неизвестны логарифмы. Их t штук. Необходимо получить таких уравнений t + c штук, если этого не возможно сделать, возвращаемся к пункту 2 (при реализации на компьютере) или получить необходимое количество уравнений, чтобы найти все неизвестные логарифмы (при решении человеком).
5. Решаем получившуюся систему уравнений, с t неизвестными и t + c сравнениями.
6. Выбираем случайное число k такое, что {\displaystyle 0\leqslant k<n}. Вычисляем {\displaystyle cg^{k}}.
7. Повторяем пункт 3, только для числа {\displaystyle cg^{k}}. Если не получается, то возвращаемся к 6-му пункту.
8. Аналогично пункту 4, получаем:
{\displaystyle x=\log _{g}c=\sum _{i=1}^{t}a_{i}\log _{g}p_{i}-k\mod n}, где {\displaystyle \log _{g}p_{i}} ({\displaystyle 1\leqslant i\leqslant t}), где {\displaystyle k=\log _{g}g^{k}\mod n}. В этом пункте мы и решили задачу дискретного логарифма, отыскав {\displaystyle x=\log _{g}c}.

Выход: {\displaystyle x=\log _{g}c}.

## Пример
Решить уравнение: {\displaystyle 17\equiv 10^{x}\;(mod47)}
Выбираем факторную базу
{\displaystyle S=\{2,3,5\}}
Пусть k = 7
Вычисляем {\displaystyle g^{k}}
{\displaystyle k=1\;\;\;\;10^{1}mod47=10=2*5}
{\displaystyle k=2\;\;\;\;10^{2}mod47\equiv 6=2*3}
{\displaystyle k=3\;\;\;\;10^{3}mod47\equiv 13}
{\displaystyle k=4\;\;\;\;10^{4}mod47\equiv 36=2*2*3*3}
{\displaystyle k=5\;\;\;\;10^{5}mod47\equiv 31}
{\displaystyle k=6\;\;\;\;10^{6}mod47\equiv 28=2*2*7}
{\displaystyle k=7\;\;\;\;10^{7}mod47\equiv 45=3*3*5}
Логарифмируем и обозначаем
{\displaystyle U_{i}=log_{g}p_{i}}
И получаем систему уравнений
{\displaystyle \left\{{\begin{matrix}U_{1}+U_{3}=1\\U_{1}+U_{2}=2\\2U_{1}+2U_{2}=4\\2U_{2}+U_{3}=7\end{matrix}}\right.}
Решаем её
{\displaystyle u_{2}={\frac {8}{3}}(mod46)=8*3^{-1}(mod46)=\{\varphi (46)=\varphi (2*23)\}=22=8*3^{21}(mod46)\equiv 18}
Действительно, {\displaystyle 10^{18}mod47\equiv 3}, следовательно {\displaystyle U_{1}=30},
{\displaystyle U_{2}=18}, {\displaystyle U_{3}=17}
Находим k такое, чтобы {\displaystyle cg^{k}={\displaystyle \prod _{i=1}^{t}p_{i}^{a_{i}}}}
{\displaystyle 17*10^{1}(mod47)=29}
{\displaystyle 17*10^{2}(mod47)=8=2*2*2}
Следовательно {\displaystyle k=2}
Логарифмируем данное выражение и получаем
{\displaystyle log_{a}17=[(log_{a}2+log_{a}2+log_{a}2)-2]mod46=(3*30-2)mod46\equiv 42}
Ответ: {\displaystyle x=42}

## Сложность
В данном алгоритме, количество итераций зависит, как от размера p, так и от размера факторной базы. Но факторную базу мы выбираем заранее, и её размер является фиксированным. Поэтому итоговая сложность определяется только размером простого числа и равняется:
{\displaystyle O(c_{1}*2^{(c_{2}+o(1)){\sqrt {logp\;loglogp}}})} , где {\displaystyle c_{1}},{\displaystyle c_{2}} — некоторые константы, зависящие от промежуточных вычислений, в частности, от выбора факторной базы.

## Усовершенствования
Ускоренный алгоритм исчисления порядка, суть которого состоит в том, чтобы использовать таблицу индексов.

### Сложность
Вычислительная сложность снижена до {\displaystyle O(2log_{2}(p))}, по сравнению с оригинальном алгоритмом.